# Lundacera
Lundacera is een monotypisch geslacht van spinnen uit de  familie van de Ochyroceratidae.

## Soort
- Lundacera tchikapensis Machado, 1951